# Dunfermline
Dunfermline (Aussprache anhörenⓘ) ist eine Stadt in der schottischen Council Area Fife, Vereinigtes Königreich, mit 49.706 Einwohnern. Die Stadt ist eine der historischen Hauptstädte Schottlands. 1975 wurde der gleichnamige Verwaltungsbezirk gegründet, der seit 1996 zu Fife gehört. Im Jahr 2022 wurde Dunfermline anlässlich des 70-jährigen Thronjubiläums von Elisabeth II. der besondere Status einer City verliehen.
Der Name der Stadt leitet sich vom schottisch-gälischen Dùn Phàrlain ab, das übersetzt entweder „Fort des Partholon“ oder „Fort des gekrümmten Glen“ heißt. Es gibt einen Helden namens Partholan, der auch als „der keltische Atlas“ bezeichnet wird, aber die Herkunft ist nicht sicher. Von diesem Ausdruck leitet sich auch der Familienname „MacFarlane“ ab.

## Geographie
Dunfermline liegt rund drei Meilen von der Küste des Firth of Forth entfernt nördlich von Edinburgh. Die Stadt wird in Nord-Süd-Richtung vom Pittencrieff Glen, einer tiefen, gewundenen Schlucht, in der der Fluss Lyne Burn fließt, durchzogen.

## Geschichte
Dunfermline ist eine der ältesten Siedlungen Schottlands, davon zeugen Fundstücke aus der Eisen- und Bronzezeit. Der Mönchsorden der Culdeer siedelte sich hier an.
Mit der Heirat von Malcolm Canmore und Königin Margareta im Jahre 1070 erhöhte sich die Bekanntheit der Stadt deutlich. Der König lebte in einem Turm auf einem Hügel, der an drei Seiten vom Glen umgeben war. Überreste dieses Schlosses findet man im Pittencrieff Park. Unter dem Einfluss der Königin wurde 1075 das Fundament für das Benediktinerkloster gelegt, das später von David I. zu einer Abtei erhoben wurde (s. u.). Robert the Bruce, der dort begraben liegt, gab der Stadt 1322 ihre Satzung. Bis zur Bestätigung durch James VI. 1588 wurden jedoch alle Privilegien von den Äbten erteilt.
Im 18. Jahrhundert sah Daniel Defoe in Dunfermline die „volle Perfektion des Verfalls“, aber die Stadt blühte wieder auf. Die Herstellung von Leinen wurde zur Massenindustrie. James Blake führte 1718 das Weben von Damast ein. Er hatte diese Kunst in Kursen in Drumsheugh nahe Edinburgh erlernt, zu denen er durch vorgetäuschten Schwachsinn Zugang erhalten hatte. Seitdem stieg der Handel mit Leinen sprunghaft an. Der Erfolg beruhte auch auf dem besonderen Design des Stoffes.
Weitere Industriezweige, die zum Wohlstand der Stadt beigetragen haben, sind Färben und Bleichen, Messing- und Eisengießerei, Gerben, Maschinenbau, Brauerei und Destillation, Müllerei, Tauherstellung und die Produktion von Suppen und Kerzen.

## Kultur und Sehenswürdigkeiten

### Musik
Bekannte Musiker aus Dunfermline sind The Skids, eine Punkrock-Band, die ihre größten Erfolge in den 1970er-Jahren feierte. Sie benannten ihr erfolgreichstes Album nach der Stadt. Ihr größter Hit Into the Valley erfreut sich bei den örtlichen Fußballfans großer Beliebtheit. Eine weitere bekannte Rockband aus der Stadt ist Nazareth, die ebenfalls in den 1970er Jahren die meisten Hits hatte, sie hatte einige Titel in den internationalen Charts. Auch die Bands Big Country und Summerisle stammen aus Dunfermline. Ian Anderson, Frontmann der Rockband Jethro Tull, wurde ebenfalls 1947 hier geboren.

### Bauwerke

#### Abtei

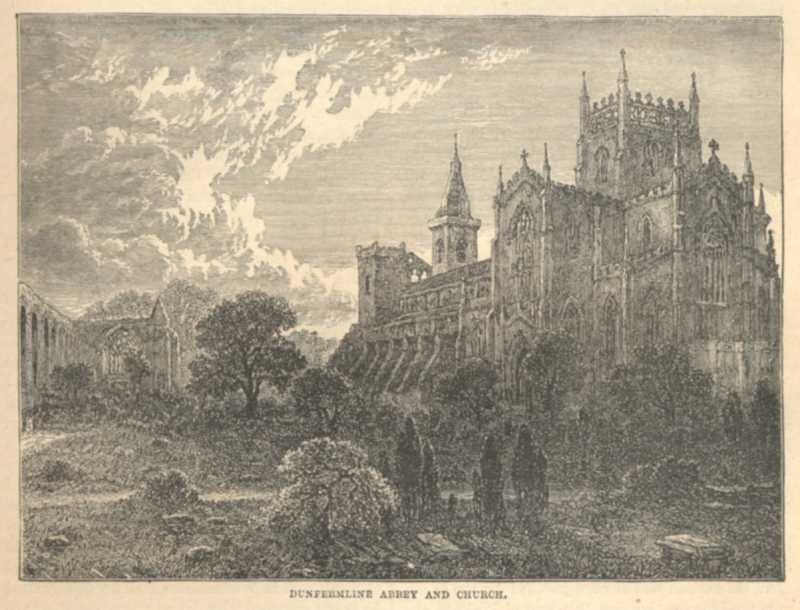
Dunfermline Abtei und Kirche – Illustration aus Cassell’s History of England circa 1902

Das berühmteste Bauwerk der Stadt ist die im romanischen und gotischen Stil erbaute Abtei. Die heutige Abtei wurde 1128 von David I. begründet, zurückgehend auf die Errichtung eines Priorats durch Malcolm III. und seiner Frau Margareta um 1070. Dunfermline Abbey ist eines der bedeutendsten Gebäude Schottlands. 2022 betrug die Besucherzahl etwa 29.000 Menschen.
In der Nähe befinden sich die Ruinen des Palastes von Dunfermline, wo König Karl I., der letzte aus Schottland stammende britische Monarch, geboren wurde.
Im Winter 1303 wurde hier der Hof Eduards I. von England gehalten. Bei seiner Abreise im folgenden Jahr wurden die meisten Gebäude abgebrannt. Nach einem Überfall der Reformatoren im März 1560 wurde die Abtei schwer beschädigt, aber wichtige Teile wie das riesige Refektorium blieben erhalten. Auch das westliche Kirchenschiff, das bis zum 19. Jahrhundert als Gemeindekirche diente, blieb verschont.
1818 wurde nach dem Zusammenbruch des östlichen Kirchturms der Wiederaufbau der Kirche im neogotischen Stil in Angriff genommen. 1821 war das neue Gebäude im neogotischen Stil vollendet. Das alte westliche Kirchenschiff dient seitdem als Vorhalle. Der Vierungsturm zeigt oben rundum in großen Lettern, wer hier begraben liegt: „KING ROBERT THE BRUCE“.
Das alte Gebäude war ein gutes Beispiel des einfachen und massiven normannischen Stils. Die Rundpfeiler im Hauptschiff mit dem typischen normannischen Zickzackmuster gehören zu den Besten ihrer Art in Schottland. An der Westfront befindet sich ein prächtiger Eingang. Ein weiteres Tor wurde 1903 an der Südmauer entdeckt, als Steinmetze an einem Kriegerdenkmal für die Gefallenen des Zweiten Burenkriegs arbeiteten. Die Gedenkstätte musste verlegt werden, um das Tor zu bewahren. Durch private Spenden konnten mehrere Buntglasfenster geschaffen werden.
Die Abtei ist die Grabstätte von 22 schottischen Königen und ihrer Gemahlinnen, darunter
- Malcolm III. und seine Frau Margareta von Schottland
- deren Söhne Edgar und Alexander I. mit seiner Frau Sybilla
- David I. und seine beiden Frauen
- Malcolm IV.
- Alexander III. mit seiner ersten Frau und ihren Söhnen David und Alexander
- Robert the Bruce mit seiner Frau Elizabeth de Burgh und ihrer Tochter Matilda
- Annabella Drummond, Gattin Roberts III. und Mutter von James

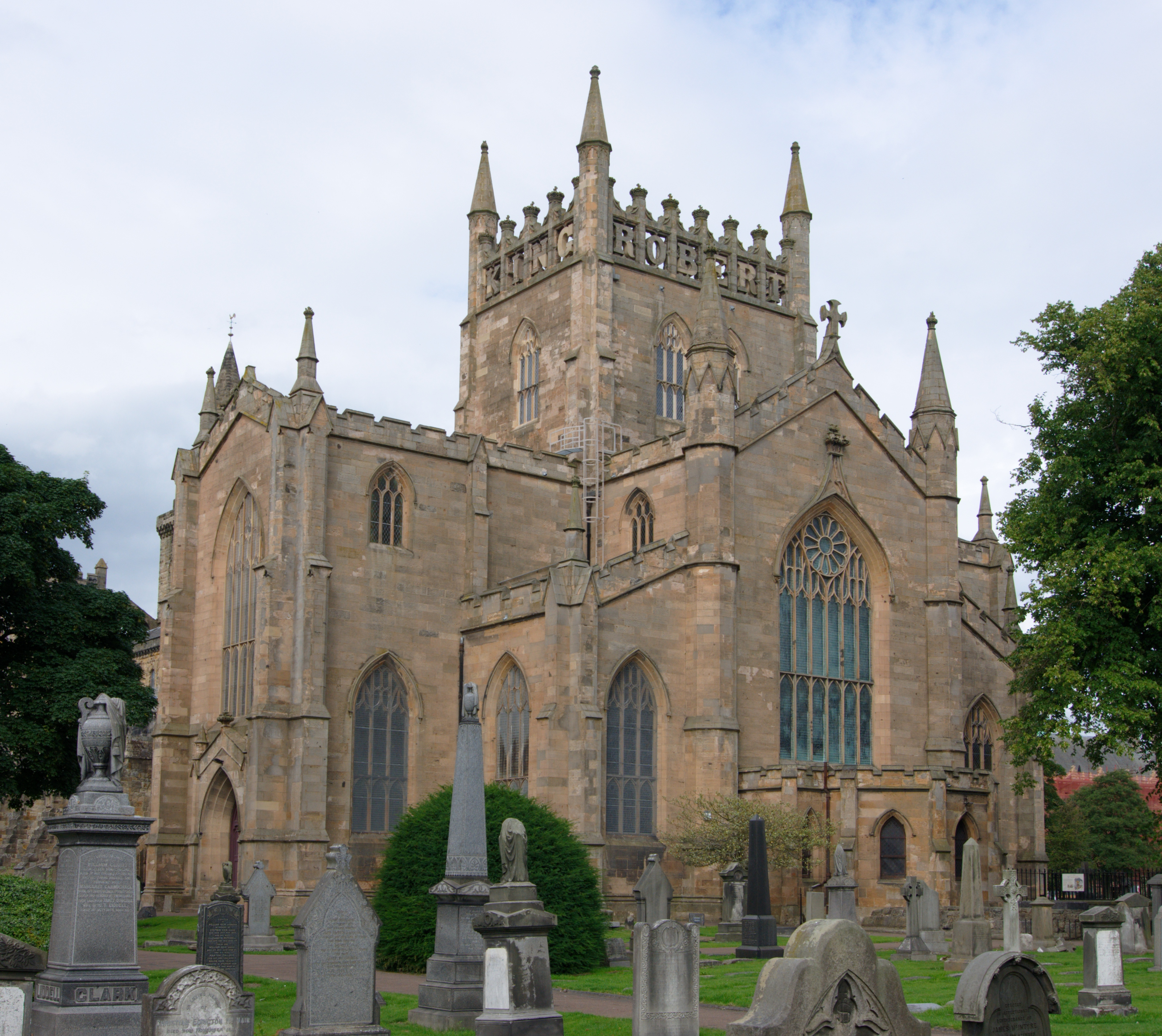
Ostseite der Abteikirche
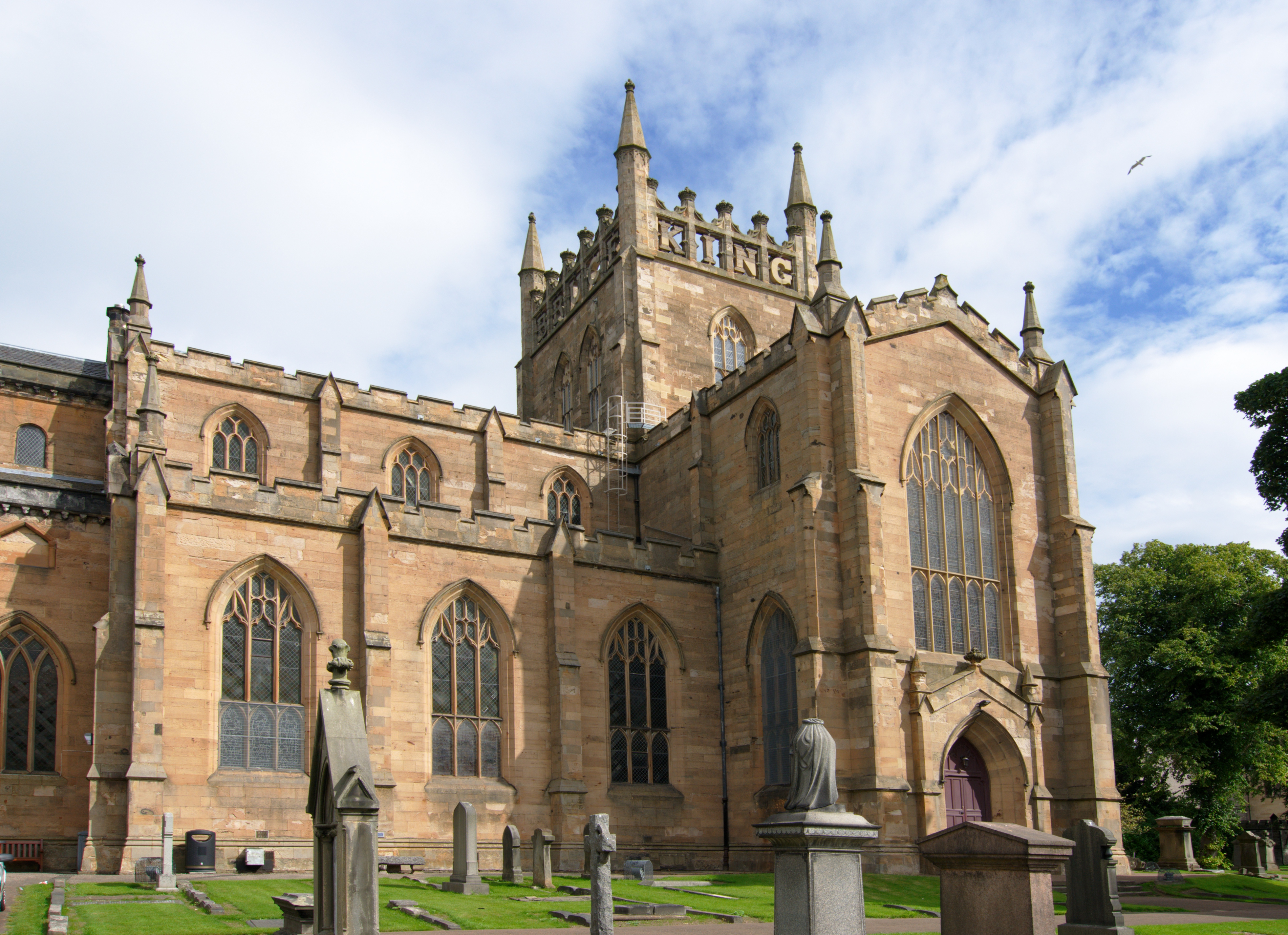
Der östliche Teil, von Süden aus gesehen
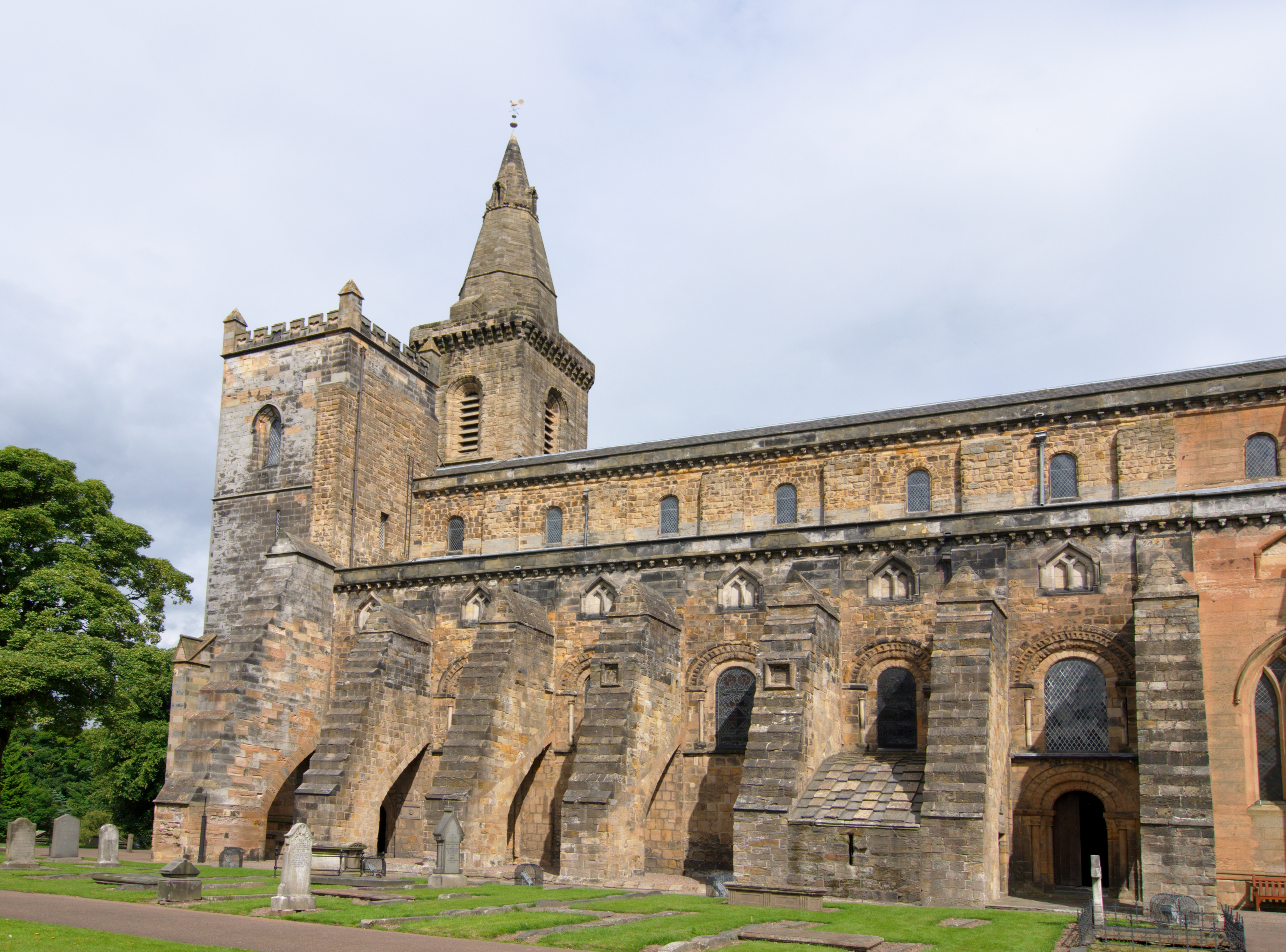
Der ältere westliche Teil, von Süden aus gesehen
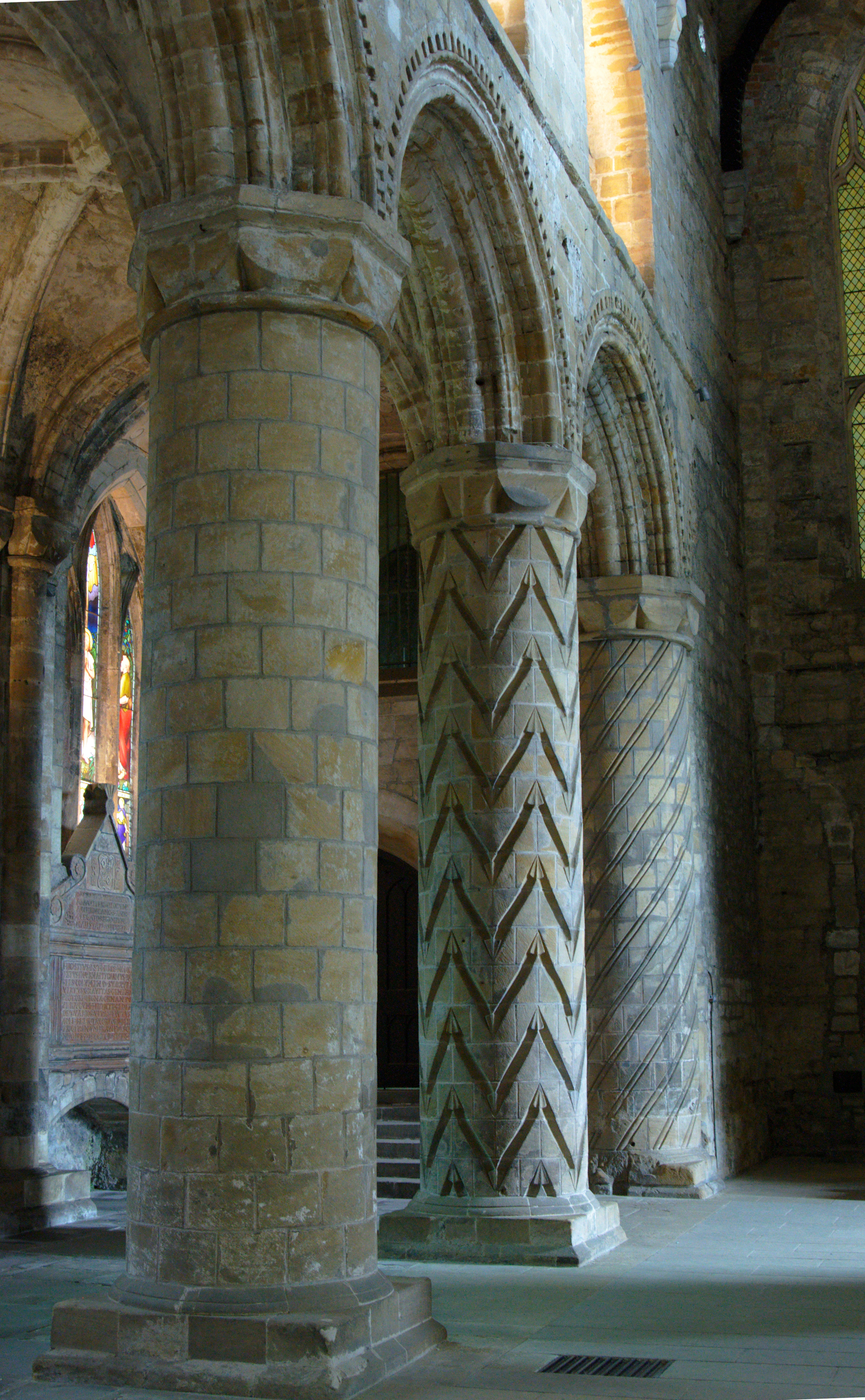
Säulen im östlichen Teil
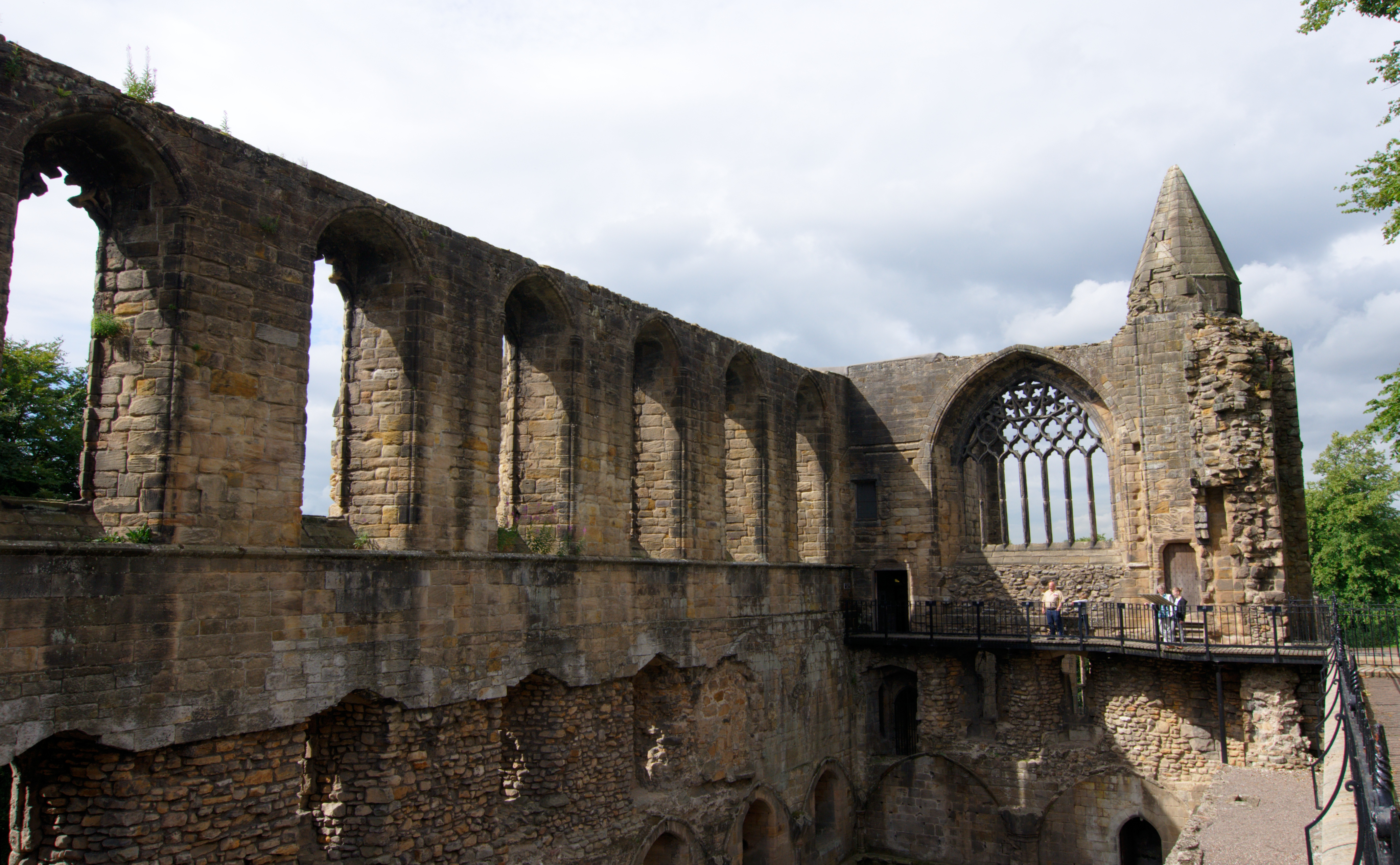
Ruine des Palastes (Royal Burgh)

#### Weitere Bauwerke
Die United Free Church in der Queen Anne Street wurde von Ralph Erskine gegründet, an den eine Statue vor dem Eingang sowie ein Sarkophag über seinem Grab erinnern. Eine weitere Kirche ist nach Thomas Gillespie (1708–1774), einem Anführer der Sezessionsbewegung, benannt.
Die Corporation-Gebäude, die im schottischen Feudalstil und französischer Gotik erbaut wurden, enthalten Büsten schottischer Herrscher, eine Statue von Robert Burns und das Gemälde „Spirit of Religion“ von Sir Noel Paton.

### Parks
Andrew Carnegie war einer der größten Mäzene der Stadt.
Seiner Heimatstadt Dunfermline stiftete Carnegie den Pittencrieff Park im Stadtzentrum in unmittelbarer Nähe zu Schloss und Kathedrale.
Die gepflegte, weitläufige Parkanlage umfasst auch einen kleinen botanischen Garten und steht den Bürgern ganzjährig zur Erholung offen.

### Sport
Der Fußball-Verein Dunfermline Athletic F.C. spielte in der Saison 2018/19 in der Scottish Championship, der zweithöchsten Spielklasse des Landes. Das Team spielt im East End Park an der Halbeath Road. Die größten Erfolge der Pars waren die Pokalsiege 1961 und 1968.

## Wirtschaft
Dunfermline liegt in der Nähe des Marinestützpunktes Rosyth. In der Industrie dominieren Maschinenbau, Elektronik und Textilien. In den letzten Jahren hat Dunfermline samt seiner Umgebung einen deutlichen Anstieg der Bevölkerung erlebt, da wegen der steigenden Immobilienpreise viele Menschen aus Edinburgh in die Region zogen. Dadurch wuchs der Einzugsbereich. Die größte Bausparkasse Schottlands, die Dunfermline Building Society hat ihren Sitz in Dunfermline. Zudem ist dort ein Lager des Versandhauses Amazon.

## Verkehr
Dunfermline ist mit zwei Bahnhöfen – Town und Queen Margaret – an die Fife Circle Line angeschlossen. Für den Autoverkehr gibt es die Autobahn M90, die östlich an der Stadt vorbeiführt und zwei Anschlussmöglichkeiten, im Süden (2) und im Osten (3), bietet. Der Flughafen Edinburgh liegt 21 km entfernt von Dunfermline.

## Städtepartnerschaften
Die Stadt Dunfermline unterhält seit 1979 eine Partnerschaft mit Wilhelmshaven (Deutschland). Weitere Partnerstädte sind Vichy (Frankreich), Trondheim (Norwegen) und Logroño (Spanien).

## Söhne und Töchter der Stadt
- Stuart Adamson (1958–2001), Gründer und Gitarrist der Band The Skids, Sänger und Gitarrist der Bands Big Country und The Raphaels.
- William Adamson (1863–1936), Gewerkschafter und Politiker
- Ian Anderson (* 1947), Rockmusiker, Frontmann von Jethro Tull
- Iain M. Banks (1954–2013), Schriftsteller
- Scott Brown (* 1985), Fußballspieler
- John Burnside (1955–2024), Schriftsteller
- Andrew Carnegie (1835–1919), Industrieller und Stahlmagnat, reichster Mann seiner Zeit
- Aaron Comrie (* 1997), Fußballspieler
- Kenneth Cranham (* 1944), Film- und Theaterschauspieler
- Jim Crawford (1948–2002), Autorennfahrer
- Stevie Crawford (* 1974), Fußballspieler und -trainer
- Barbara Dickson (* 1947), Sängerin und Schauspielerin
- Dorothy Dunnett (1923–2001), Schriftstellerin
- David Ferguson (um 1533 bis 1598), Sammler von schottischen Sprichwörtern und Gemeindevorsitzender
- Robert Gilfillian (1798–1850), Dichter
- Robert Henryson (1430–1506), Dichter und Schulmeister
- Hugh Hutchison (* 1964), Freestyle-Skier
- David Izatt (1892–1916), Fußballspieler
- Deborah Knox (* 1968), Curlerin
- Dominik Kozma (* 1991), ungarischer Schwimmer
- Bill Kyle (1946–2016), Musiker, Promoter und Clubbesitzer
- Maurice Malpas (* 1962), Fußballspieler
- Craig Levein (* 1964), ehemaliger Fußballer
- Dan McCafferty, Pete Agnew, Lee Agnew, Rockmusiker, Bandmitglieder von Nazareth
- George O’Brien (1935–2020), Fußballspieler
- Sir Joseph Noel Paton (1821–1901), Maler und Dichter
- John Row (1568–1646), Kirchenhistoriker
- Moira Shearer (1926–2006), Tänzerin und Schauspielerin
- William Strang (1878–1916), schottisch-kanadischer Fußballspieler
- Caroline Weir (* 1995), Fußballspielerin
- Peter Wishart (MP) (* 1962), Keyboarder der schottischen Band Runrig
- Kenneth G. Younger (1908–1976), Rechtsanwalt und Politiker